# Dennis Oppenheim
Dennis Oppenheim, född 6 september 1938 i Electric City i Washington, död 21 januari 2011 i New York i New York, var en amerikansk konceptkonstnär.
Efter konststudier vid Stanford University uppnådde Oppenheim först ryktbarhet i slutet av 1960-talet med verk som inbegrep konstnärlig markanvändning, bland annat av vattenvägar och fält. Under 1970-talet använde han sin kropp som material i performancekonst. Han var även verksam som skulptör och fotograf.
Oppenheim avled i cancer i januari 2011 och lämnade efter sig ett ofullbordat konstverk i Las Vegas som har fått 700 000 dollar i bidrag från offentliga medel. Konstnären hade sagt att han försöker få projektet färdigt i december 2010 men han lyckades inte med sin avsikt.